# Erika Ravn-Christensen
Erika Ravn-Christensen (født 24. juli 2002 i Oslo) er en dansk/norsk skuespiller, der debuterede i det norske tv-program Kjendisbarnevakten i 2010. I 2013 spillede hun hovedrollen som den unge Victoria i filmatisering af Knut Hamsuns roman 'Victoria'. Filmen lå efter første uge på den norske hitlistes 2. plads.
Erika Ravn-Christensen har både norsk, dansk og ukrainsk som modersmål.

## Filmografi
- Victoria (2013), film av Torun Lian, Filmkameratene - rolle: Victoria (barn)

### TV
- TV Norge: Costa del Kongsvik, Seefood TV (2013-2014)- rolle: Amalie
- NRK: Kjendisbarnevakten, Limelight Film & TV (2010-2011)
- NRK: Filmbonanza, Oscar, (2011) Filmanmeldelse av Toy Story 3
- NRK: Filmbonanza, (2010) Filmanmeldelse av Knerten 1